# The Simpsons: Virtual Springfield
The Simpsons: Virtual Springfield är ett datorspel för Windows och Macintosh som lanserades 1997 av Fox Interactive och utvecklades av Digital Evolution.
I spelet utforskar spelaren Springfield via en 3D-simulator. Spelaren kan genom att klicka på karaktärerna och inredning för en interaktiv. Spelaren kan genom att gå runt i staden samla kort, då spelaren samlat ihop alla kort ges spelaren ett kort som innehåller adressen till en webbplats som innehåller fusket "Frink's Matter Transporter" som låter spelaren förflytta sig i staden snabbare. webbplatsen är inte längre tillgänglig.
Spelaren kan även samla ihop prylar som leder till låsta platser och spela mini-spel i spelhallen. Spelet innehåller musik från tv-serien och dialoger av samma röstskådespelare.

## Röster
- Dan Castellaneta - Homer Simpson / Abraham Simpson / Krusty / Barney Gumble / Joe Quimby / Kodos / fler röster
- Julie Kavner - Marge Simpson / Patty Bouvier / Selma Bouvier
- Nancy Cartwright - Bart Simpson / Nelson Muntz / Ralph Wiggum / Todd Flanders
- Yeardley Smith - Lisa Simpson
- Harry Shearer - Mr. Burns / Waylon Smithers / Ned Flanders / Seymour Skinner / Kent Brockman / Otto Mann / Kang / fler röster
- Hank Azaria -  Moe Szyslak / Apu Nahasapeemapetilon / Clancy Wiggum / Snake Jailbird / fler röster
- Pamela Hayden -  Milhouse van Houten / Rod Flanders
- Tress MacNeille - Övriga röster
- Russi Taylor - Martin Prince
- Maggie Roswell - Övriga röster
- Marcia Wallace - Marcia Wallace
- Phil Hartman - Troy McClure / Lionel Hutz